# Kurt Bachor
Kurt Bachor (* 20. Mai 1916 in Kurken (Ostpreußen); † 1. Juli 1990 in Paulinzella in Thüringen) war ein deutscher Buchautor.

## Leben
Nach dem Ende des Zweiten Weltkrieges  kam Kurt Bachor als Umsiedler aus dem Osten Deutschlands in das Wald- und Klosterruinendorf nach Paulinzella. Hier fasste er als Forstmann und Schriftsteller schnell Fuß. Schon bald konnte er Arbeit und Hobby vereinen und schrieb Bücher über den Ort, Wald und Flur sowie über wild lebende Tiere.

## Werke
- 1962 Ein Grünrock erlebt Paulinzella
- 1964 Der Gezeichnete
- 1966 Pirschgänge im Wald
- 1967 Urian, der Keiler vom Kesselloch
- 1971 Jagdtage
- 1972 Weißkehlchen
- 1973 Tiergeschichten
- 1975 Waldgeschichten
- 1983 Füchse im Revier

Die Manuskripte Geschichte des Steinmarders, Förster aus Leidenschaft und der Alte im Moor wurden nicht mehr vom Verlag herausgegeben.

## Gönnerin des Heimatvereins Paulinzella
Gönnerin des Heimatvereins Paulinzella war seine nunmehr auch verstorbene Frau. Der Verein  hat die Tradition des zu Christi Himmelfahrt stattgefundenen Heiratsmarktes 1995 wieder aufleben lassen. Paulinzella wurde wieder zum Pilgerort von sehr vielen Menschen.